# Ross Barnett
Ross Robert Barnett (ur. 22 stycznia 1898 r. w Standing Pine, zm. 6 listopada 1987 w Jackson) – amerykański prawnik i polityk, gubernator Mississippi.

## Życiorys
Urodzony 22 stycznia 1898 r. w Standing Pine jako najmłodszy z dziesięciorga dzieci. Weteran I wojny światowej. Uczęszczał do Mississippi College, który ukończył w 1922 roku. W tym czasie pracował równocześnie jako fryzjer, woźny i sprzedawca sprzętu kuchennego. Następnie wstąpił na University of Mississippi, na którym ukończył prawo w 1926 roku, równocześnie pracował jako szkolny trener i nauczyciel. Po studiach pracował jako prawnik w Jackson, prowadząc dobrze prosperującą kancelarię. 
Karierę polityczną zaczął od nieudanego startu w wyborach na gubernatora w 1951 roku. Ponownie bez powodzenia startował w 1955 roku. Jego trzeci start w 1959 roku okazał się sukcesem. Sprawował urząd 53. gubernatora Mississippi od 19 stycznia 1960 do 21 stycznia 1964 roku. Barnett został zapamiętany głównie ze stanowczego poparcia dla segregacji rasowej, m.in. z konfliktu z władzami federalnymi o prawo wstąpienia na University of Mississippi pierwszego czarnego studenta (1961 r.) oraz sprzeciwu wobec występów koszykarskiej drużyny Mississippi State University w turnieju NCAA w 1963 roku, ponieważ część konkurencyjnych drużyn miało w swoim składzie Afroamerykanów. Ponownie ubiegał się o urząd gubernatora w 1967 roku, ale bez powodzenia, po czym wycofał się z polityki.
Syn Johna Williama (1843–1920) i Virginii Ann z domu Chadwick (1853–1933). Od 1929 roku żonaty z nauczycielką Mary Pearl Crawford, para miała dwie córki i syna.